# Токаревка (Дергачёвский район)
То́каревка, ранее То́каревка Пе́рвая, Токарево 1 (укр. Токарівка) — село,
Токаревский сельский совет,
Дергачёвский район,
Харьковская область, Украина.
Код КОАТУУ — 6322082501. Население по переписи 2001 года составляет 16 (7/9 м/ж) человек.
Формально является административным центром Токаревского сельского совета.
Администрация совета находится в селе Гоптовка.

## Географическое положение
Село Токаревка находится на левом (южном) берегу реки Татарка; выше по течению расположено село Бугаевка, ниже по течению — урочище Сидорчина Балка, а за ней село Дубовка, на реке сделана большая запруда (~20 га).

## Происхождение названия
Название произошло от фамилии переселенцев с Правобережья Днепра — Токаревых.

## История
- 1861 — дата основания.
- В середине 19 века хутора назывался Токарев 1-й.[1]
- На военно-топографических картах Шуберта 1860-х годов хутора Токарев 1-й.[1] и Токарев 2-й[6] перепутаны местами: на деле Токаревка Первая находится выше по течению р. Татарки, Вторая — ниже.
- В состав сельсовета входили хутора Добнёвка, Дементиевка, Гоптовка, Шопино, Бугаевка, Дубовка, Вербовка, Кудеевка, Лобановка, Глушачёвка, Кочубеевка, Кушковка, Сидорчина Балка.
- Хутора были мелкими; население занималось земледелием, садоводством, животноводством, пчеловодством.
- В 1940 году, перед ВОВ, в Токарево 1 было 49 дворов.[2]
- Во время ВОВ на фронт из Токаревского сельсовета ушло 285 человек; медалями и орденами за боевые заслуги награждено 77 человек.
- Немецкая оккупация в селе продолжалась с конца октября 1941 по 13 августа 1943.
- В 2020 Токаревский сельсовет, как и Дергачёвский район, были ликвидированы.

## Религия
- Свято-Александро-Невский храм УПЦ МП.

## Достопримечательности
- Братская могила советских воинов.

## Известные люди
- Скорбач, Виктор Александрович — Герой Социалистического Труда.